# Porthidium arcosae
Espèce
Synonymes
- Porthidium lansbergii arcosae Schätti & Kramer, 1993

Porthidium arcosae est une espèce de serpents de la famille des Viperidae. 

## Répartition
Cette espèce est endémique de la province de Manabí en Équateur.

## Description
C'est un serpent vivipare.

## Étymologie
Cette espèce est nommée en l'honneur de Laura Arcos.

## Publication originale
- Schätti & Kramer, 1993 : Ecuadorianische Grubenottern der Gattungen Bothriechis, Bothrops und Porthidium (Serpentes: Viperidae). Revue Suisse de Zoologie, vol. 100, no 2, p. 235-278 (texte intégral).